# 三噸半
三噸半在台灣俗稱多爾滾或多而滾，是被視為輕型貨車的代名詞，體積較小的叫做發財車。由於總載重量不得超過3.5公噸而被廣泛稱呼，單廂總共可乘座3人或雙廂6人。
三噸半貨車的引擎動力輸出多以柴油為主，早期有少部分車輛是使用汽油引擎（燃料種類有高級汽油與無鉛汽油兩種）來發動的。由於車身體積較小，即使是持有普通的汽車駕駛執照也能行駛。在台灣，無論是各種行業或者個人使用都很方便。
不過另一方面亦有消息指出，目前台灣現有的三點五噸貨車已超過實際標示之重量，需進行修改。

## 介紹
1970至1980年代開始，台灣裕隆汽車公司開始替日本日產汽車公司組裝Prince Homer（プリンス・ホーマー）；台灣車名叫作裕隆好馬（又名裕隆超級好馬），這便是三噸半貨車的起源。除此之外，譬如早年的豐田Dyna以及兄弟車大發Delta、包含馬自達T系列貨車等等皆屬此類。
1991年，台灣中華汽車公司開始引進第五代三菱Canter車系，並根據原有車名稱呼做「中華堅達」，第六代開始已改掛三菱商標上市。其他同級車款包含日野300、五十鈴ELF與日產Cabstar等等。2013年10月30日，中華汽車公司開始推出新一代3.5噸輕型貨車「中華新達」（CMC Leadca）。
2019年10月1日，交通部已完成修正發佈道路交通安全規則第24條及第79條。2020年8月以後，以三噸半為主的輕型商用車品牌已開始販售五噸車型提供買家參考選購。

## 使用車種

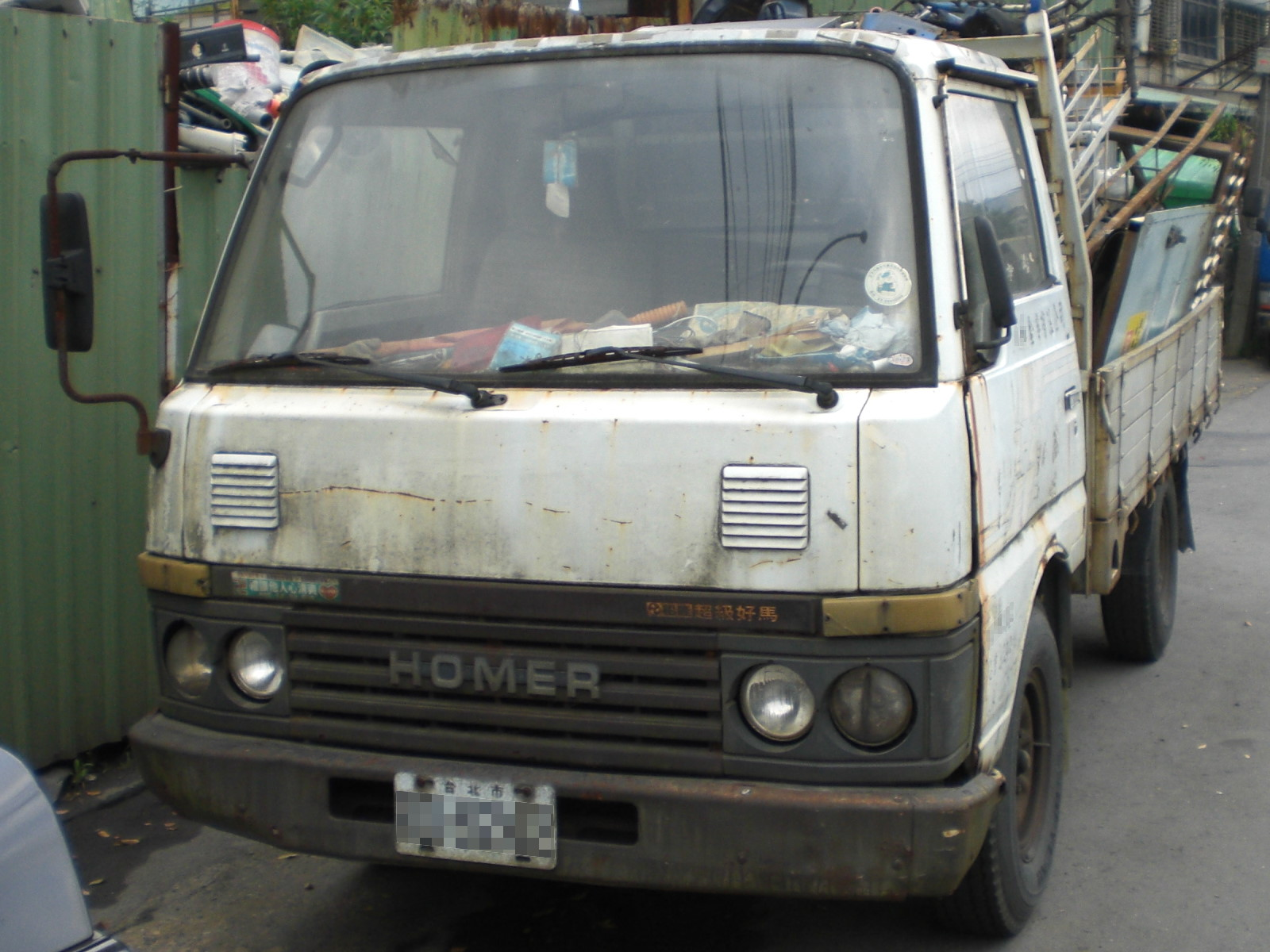
白色裕隆超級好馬貨車
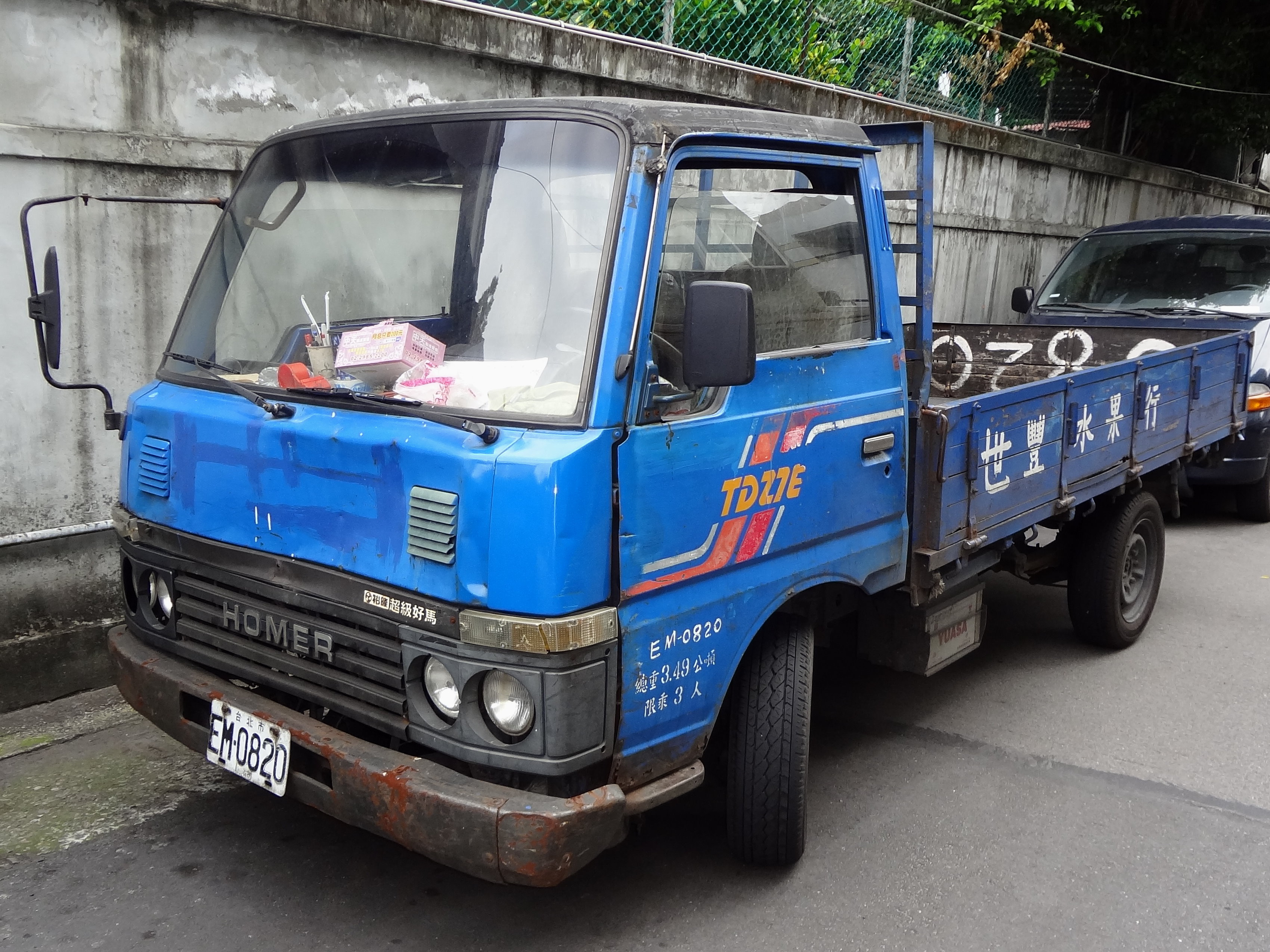
藍色裕隆超級好馬貨車
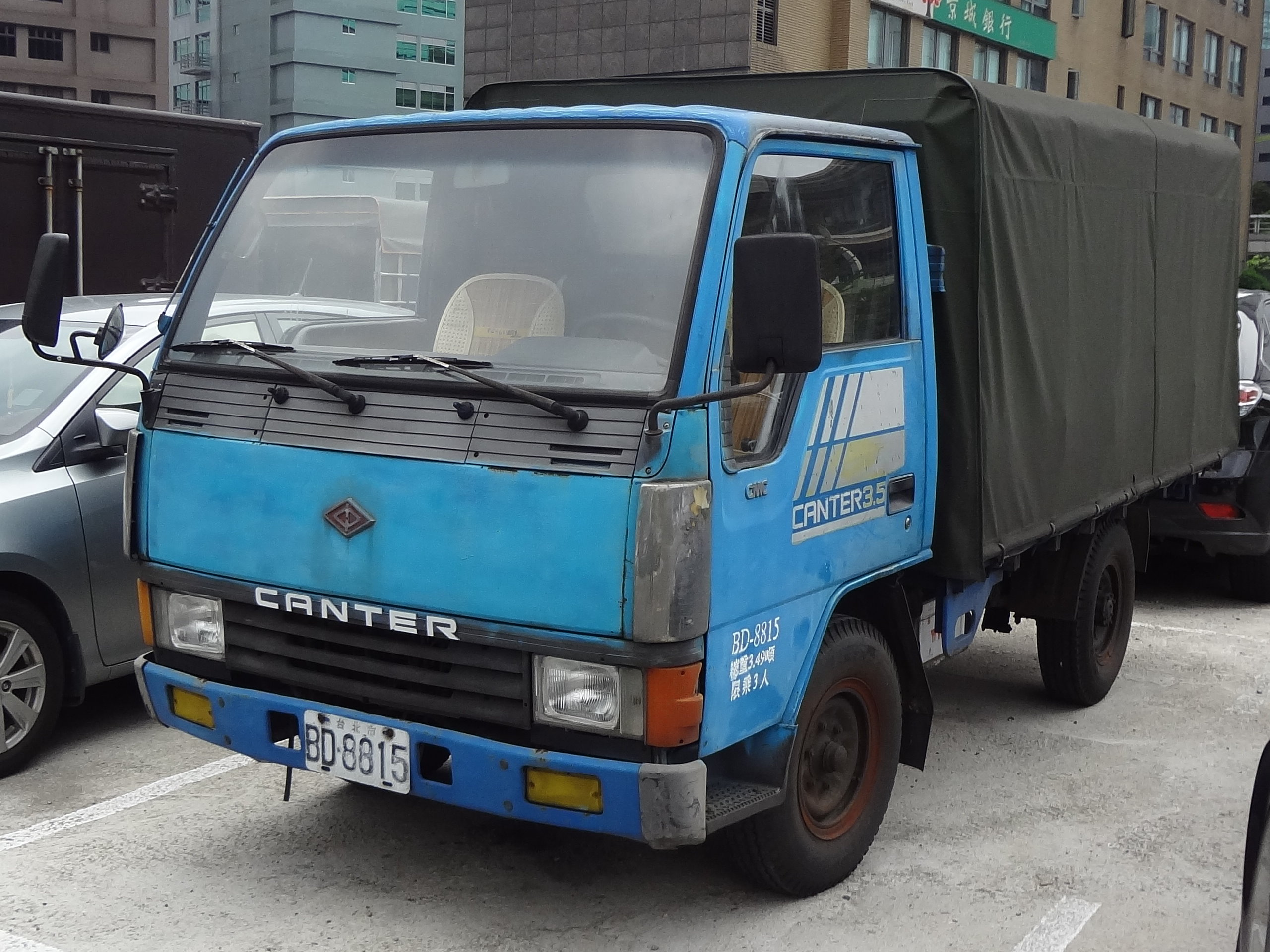
中華堅達藍色3.5噸貨車
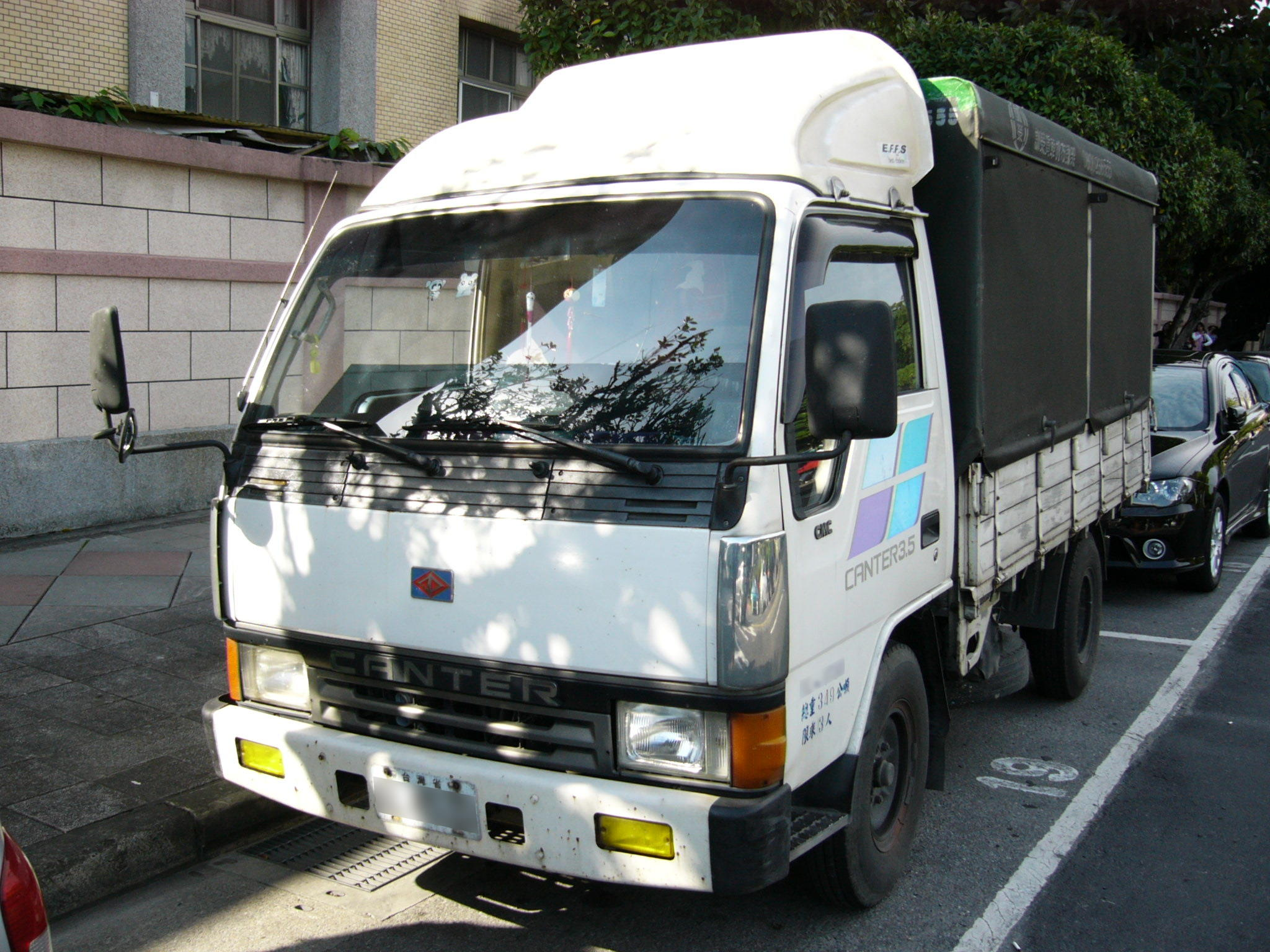
白色中華堅達高頂貨車
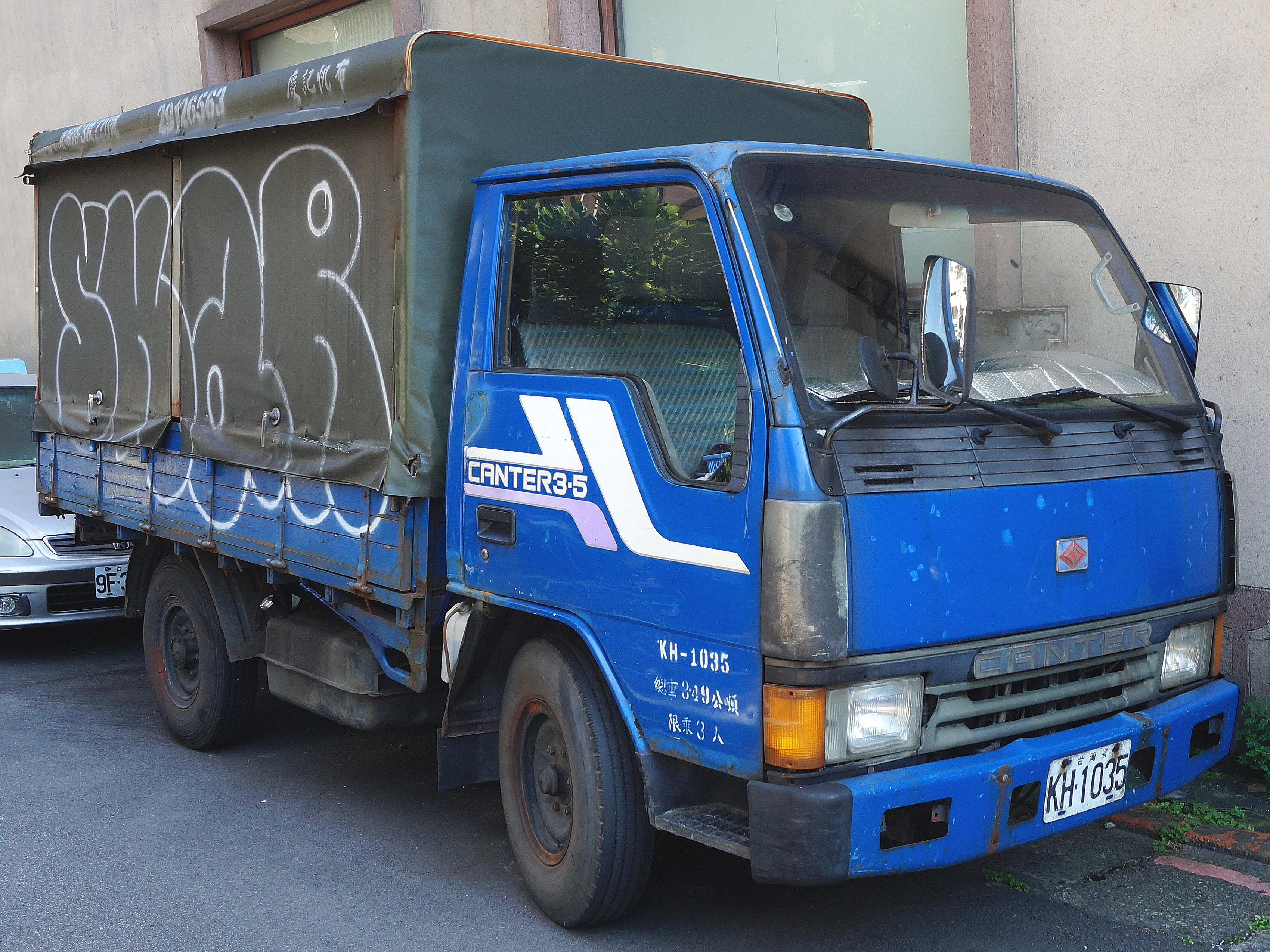
被塗鴉的帆布車架
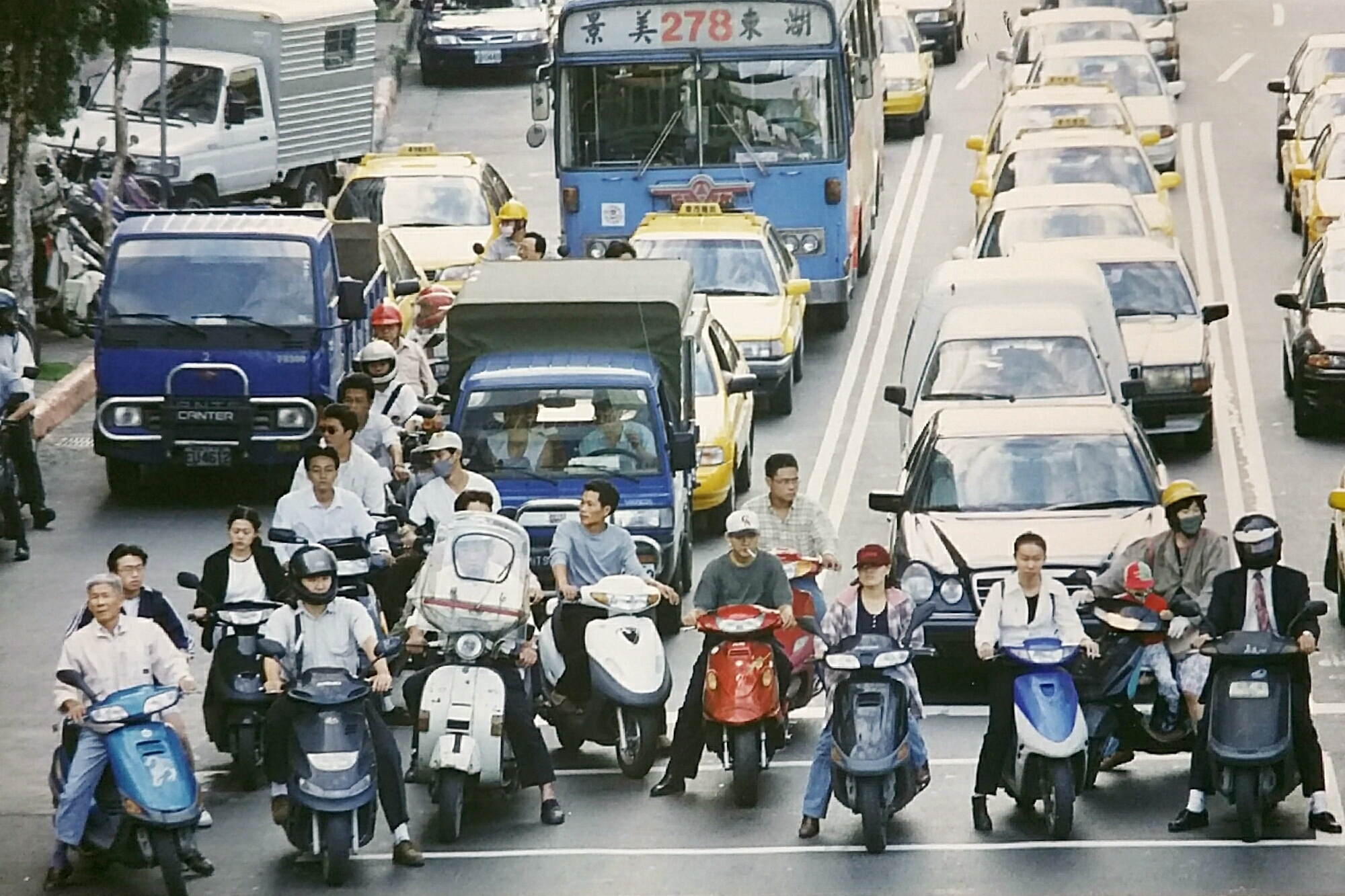
中華堅達FB308貨車
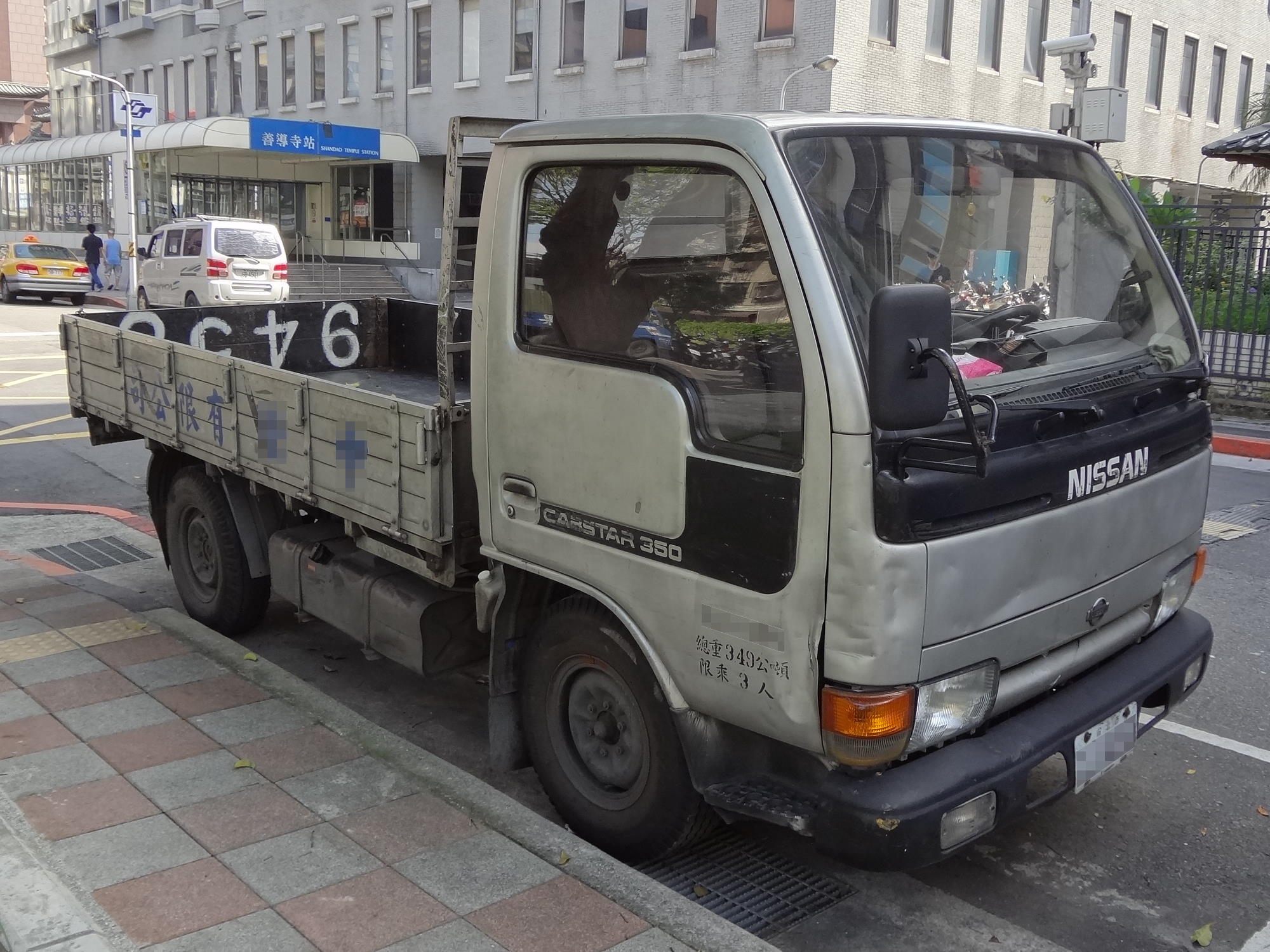
日產Cabstar 350灰色貨車
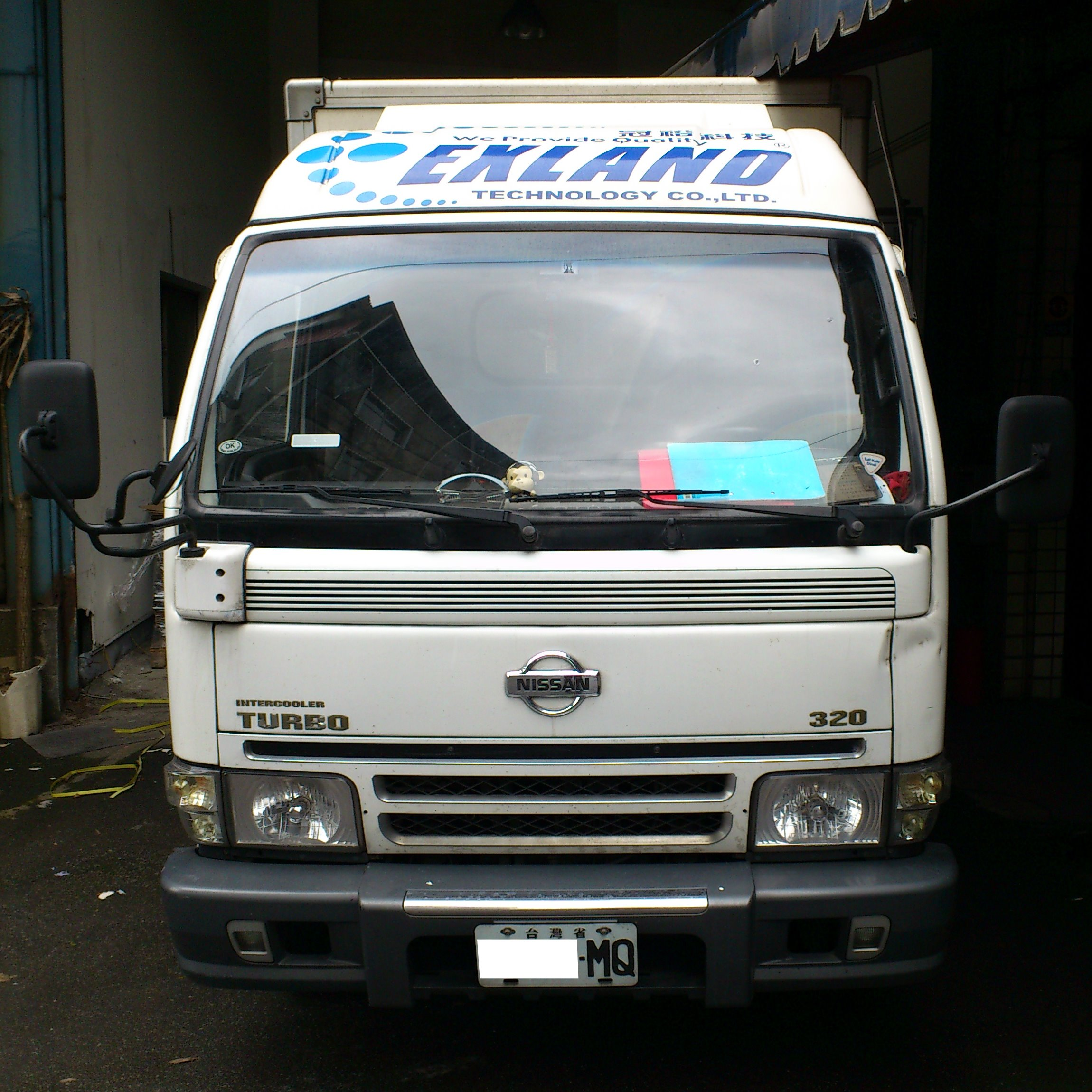
日產Cabstar 320白色貨車車頭
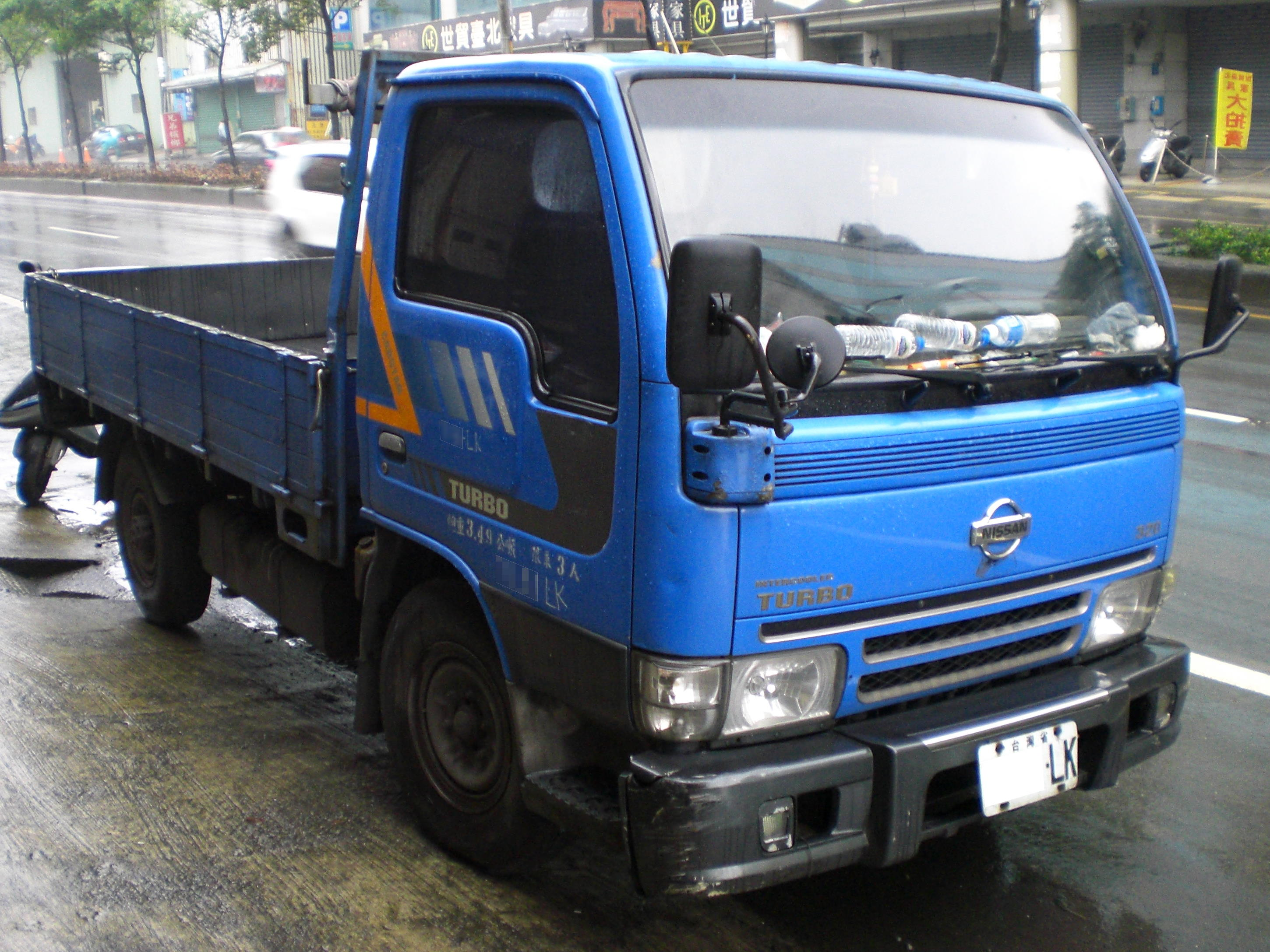
日產Cabstar 320藍色貨車
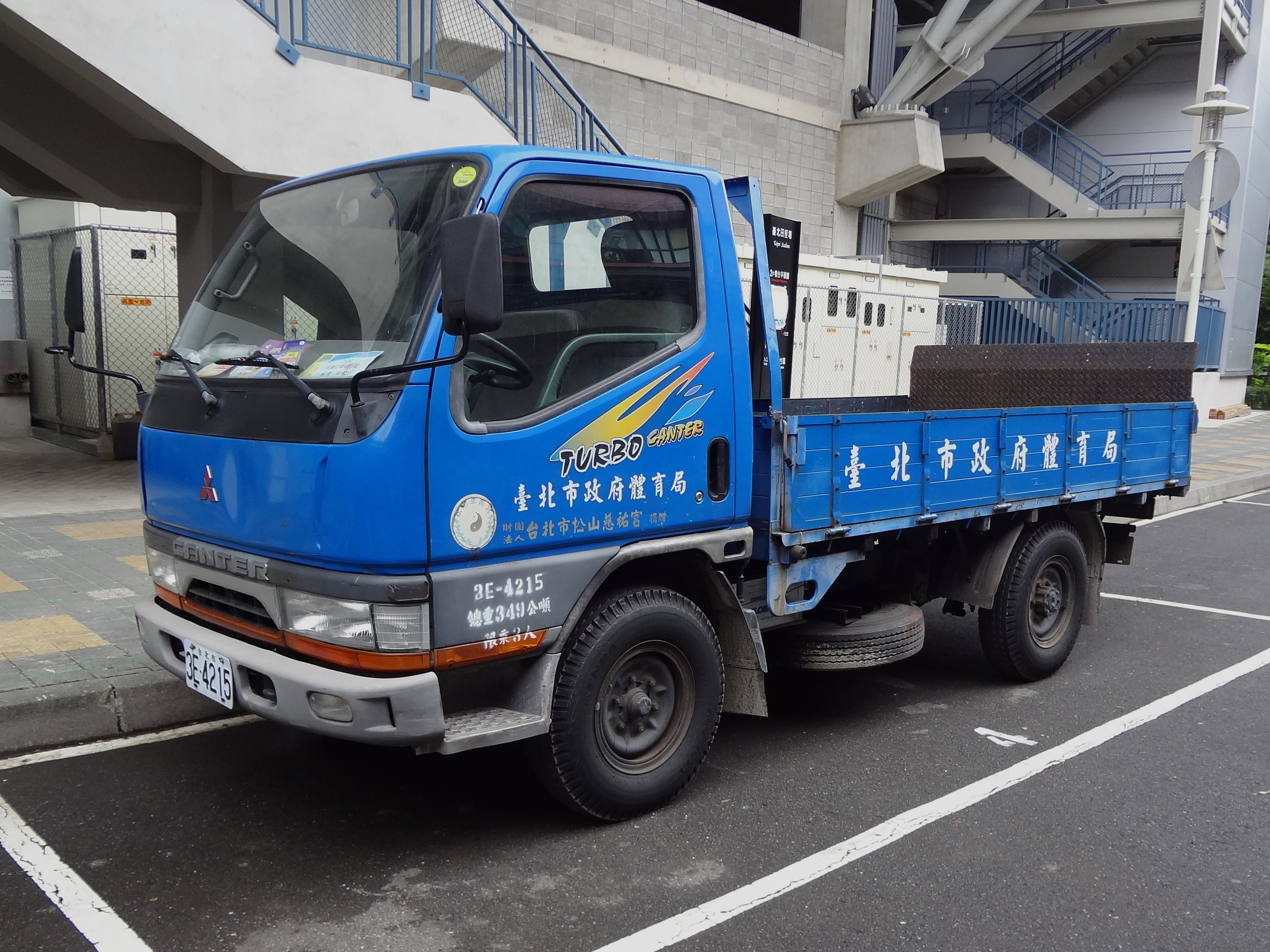
台北市政府體育局專車
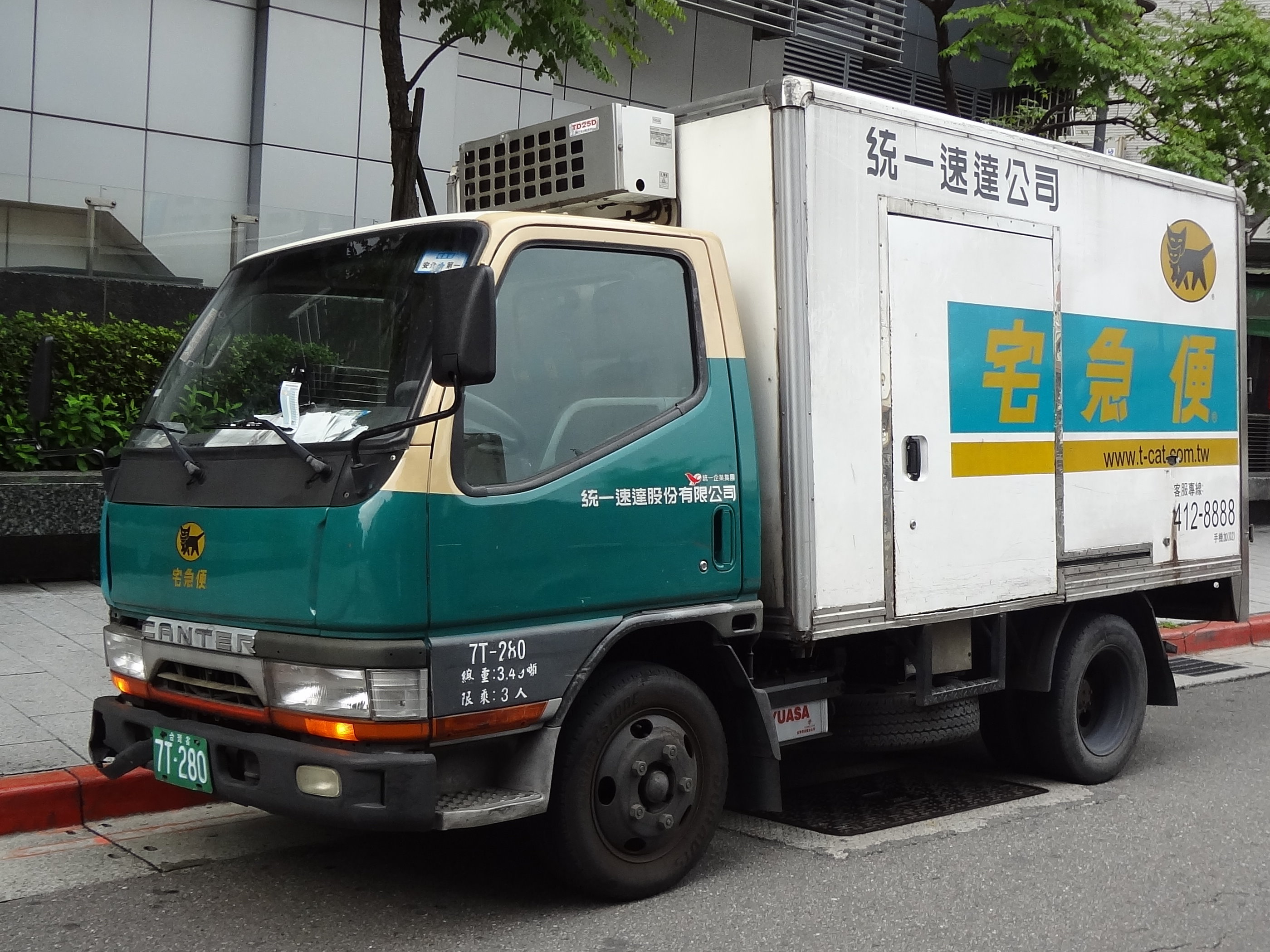
統一速達宅急便物流車
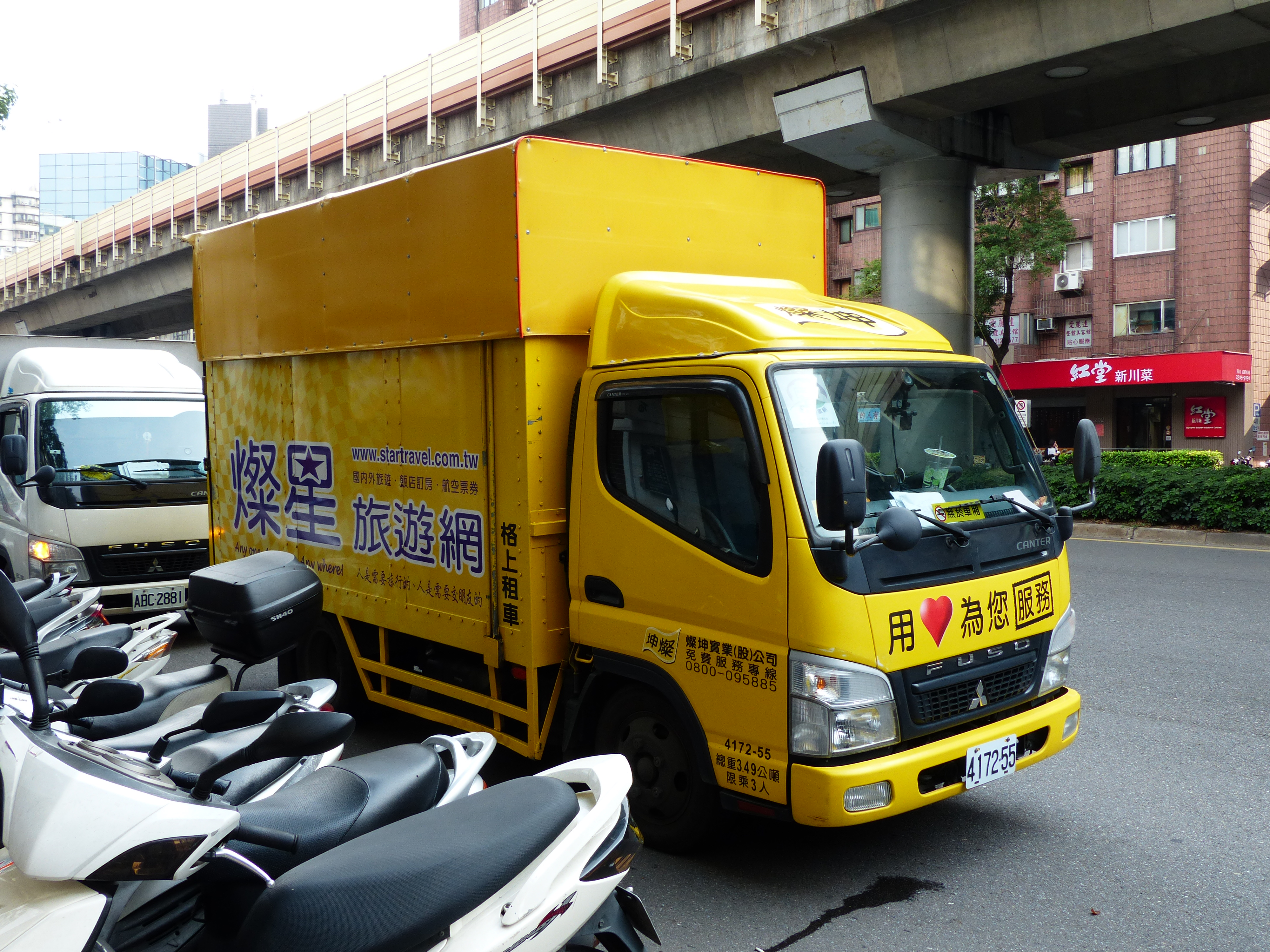
燦坤實業物流車
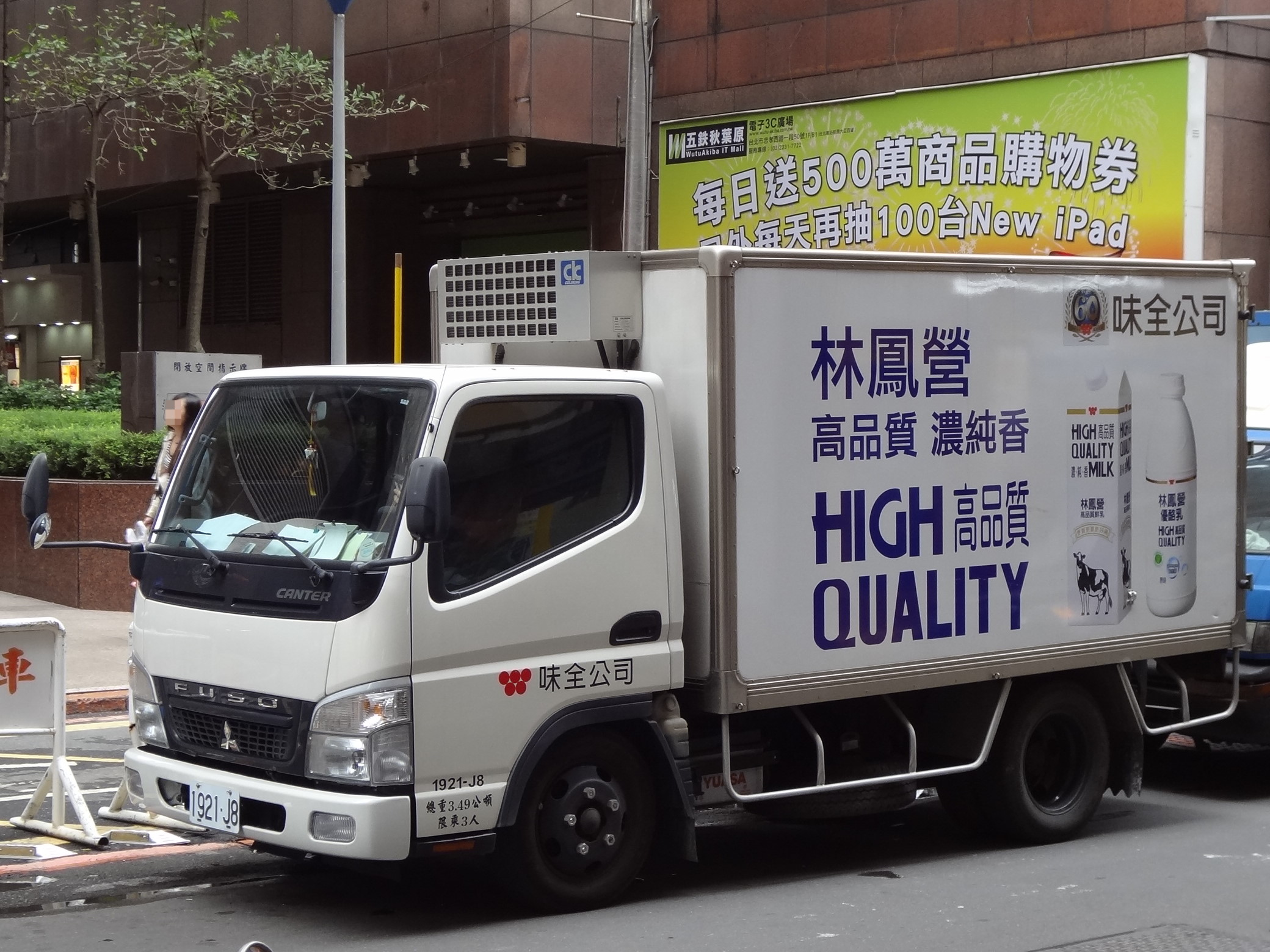
味全公司物流車
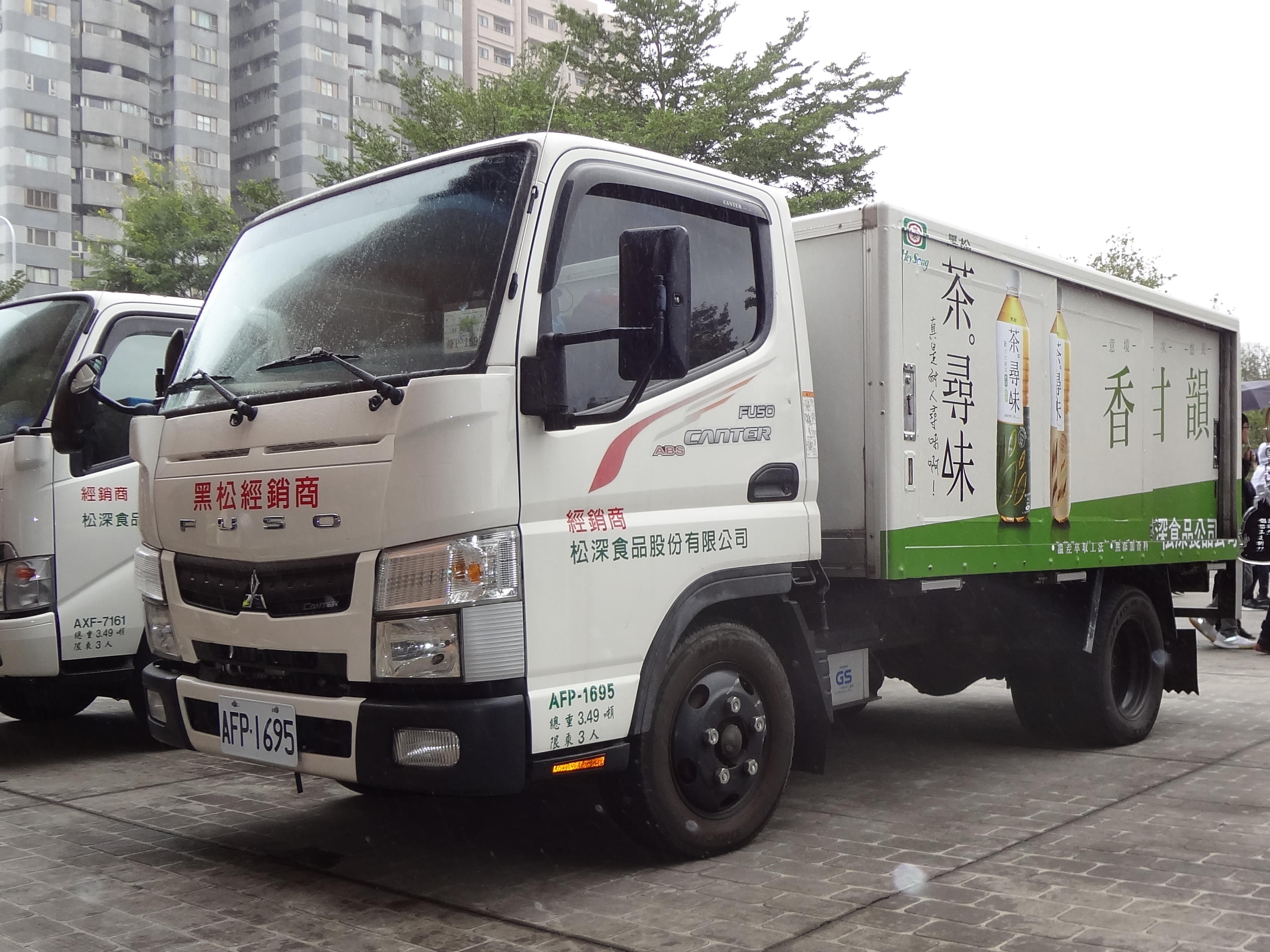
松深食品貨車
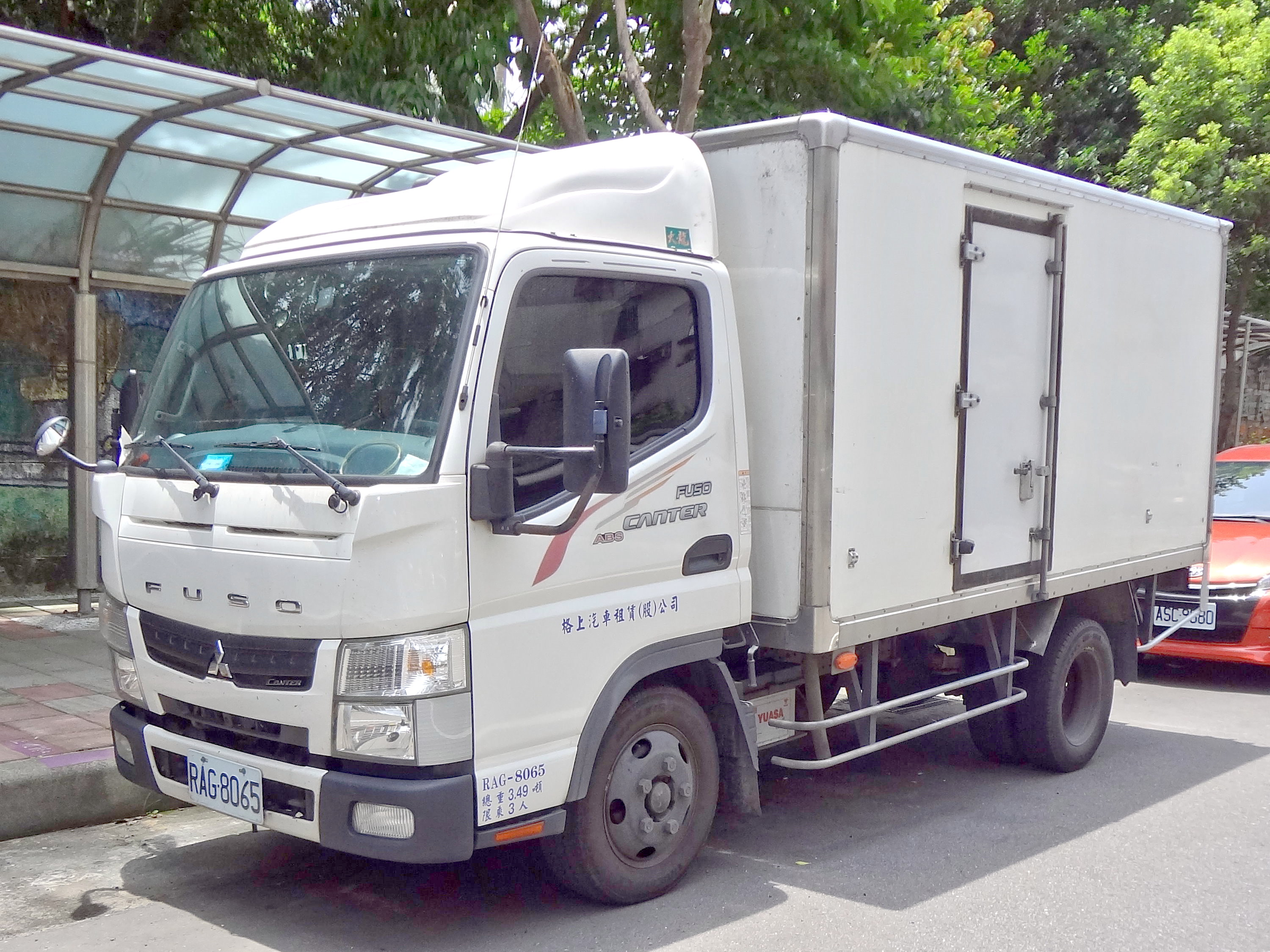
格上租車三菱Canter冷藏車
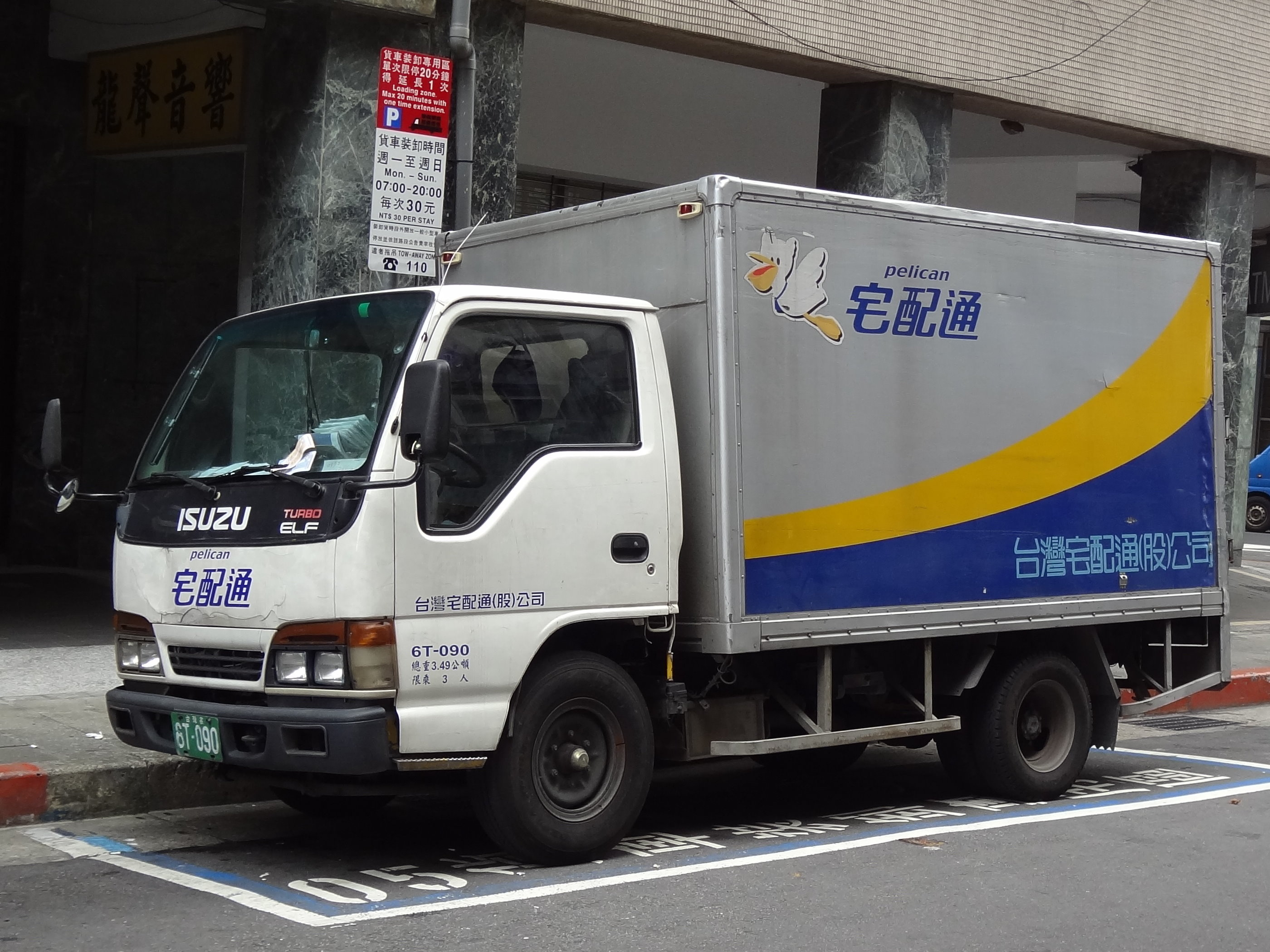
台灣宅配通物流車
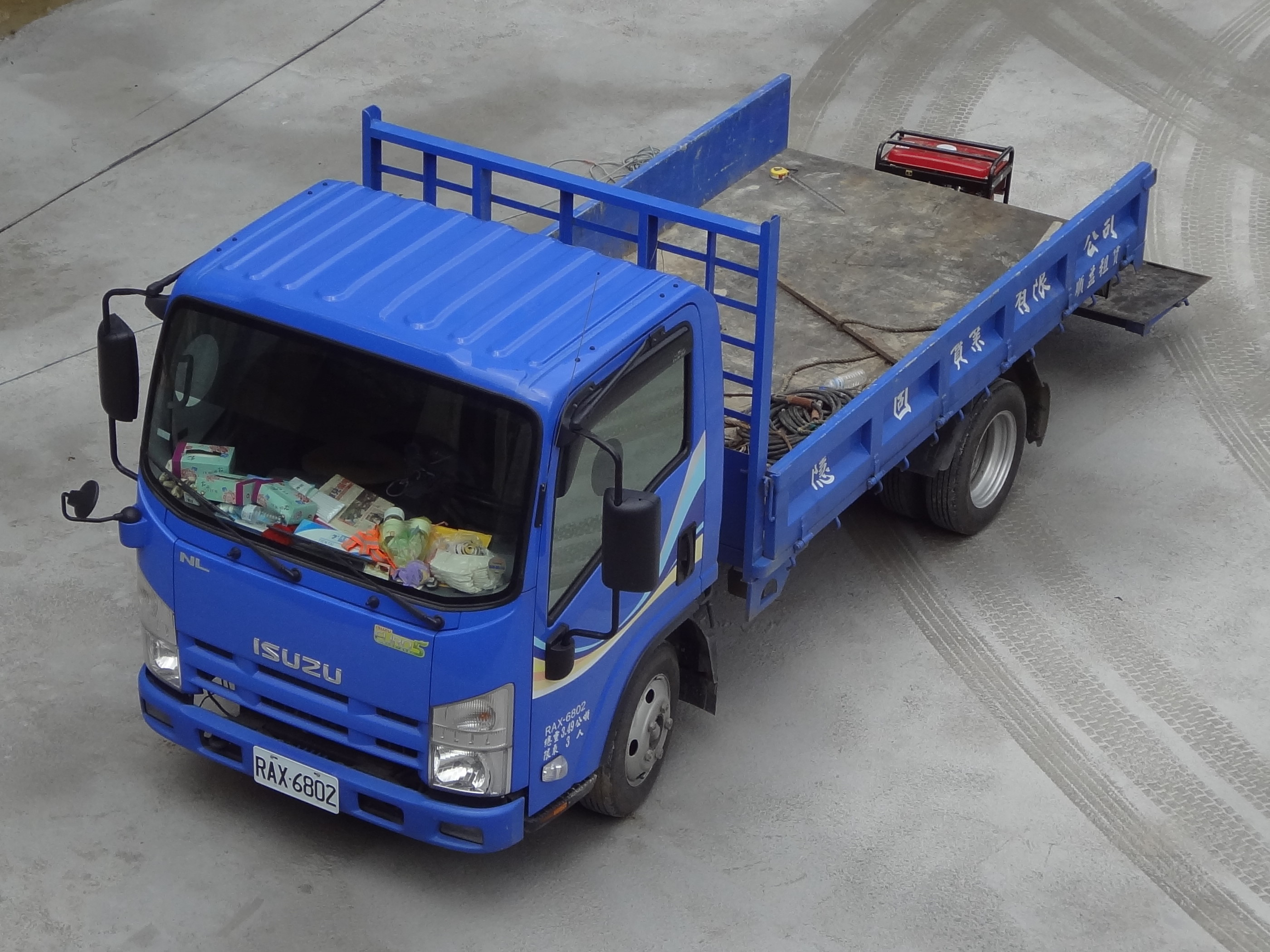
五十鈴NL貨車
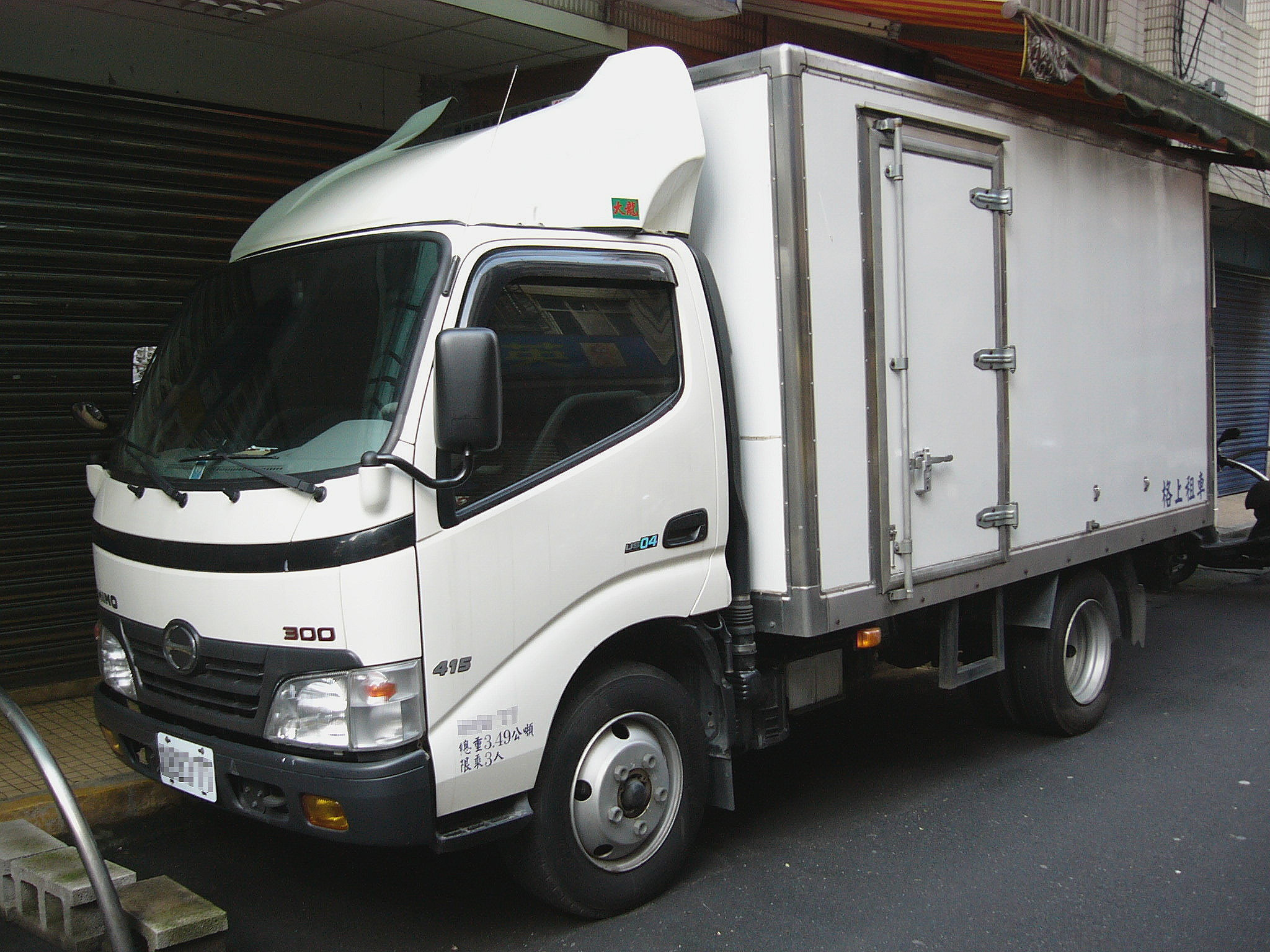
日野300冷藏車
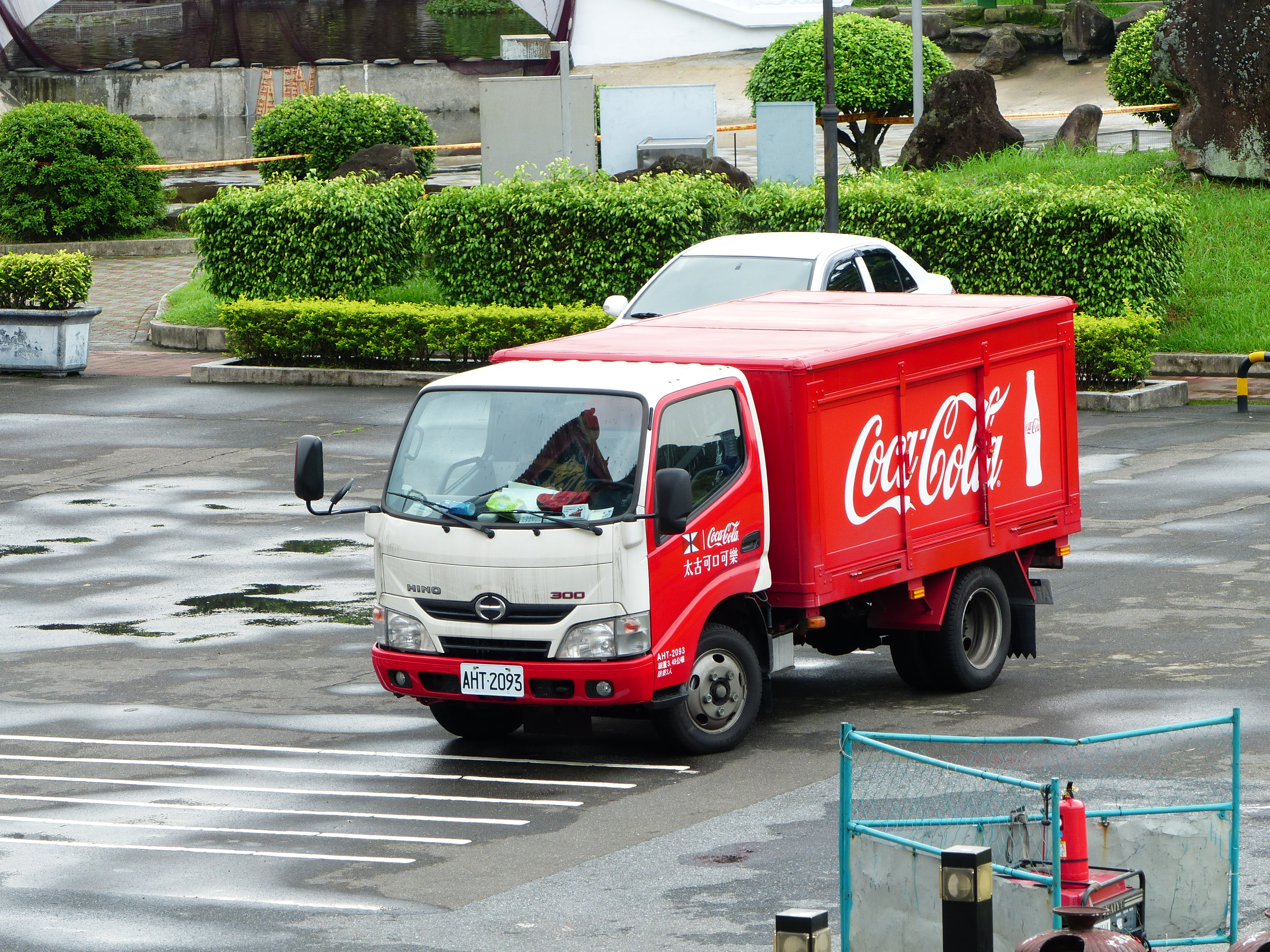
台灣太古可口可樂貨車
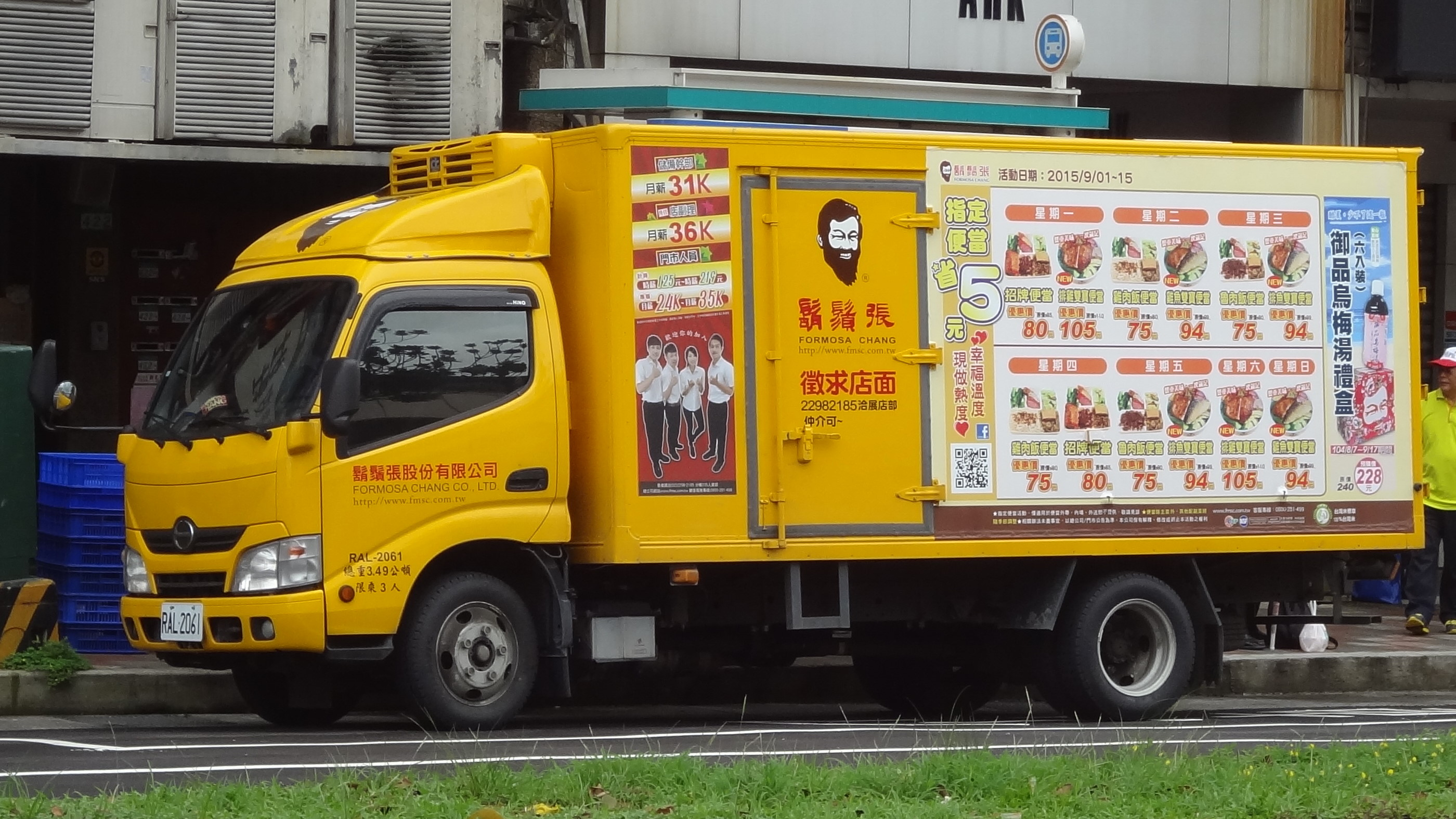
日野300鬍鬚張物流車
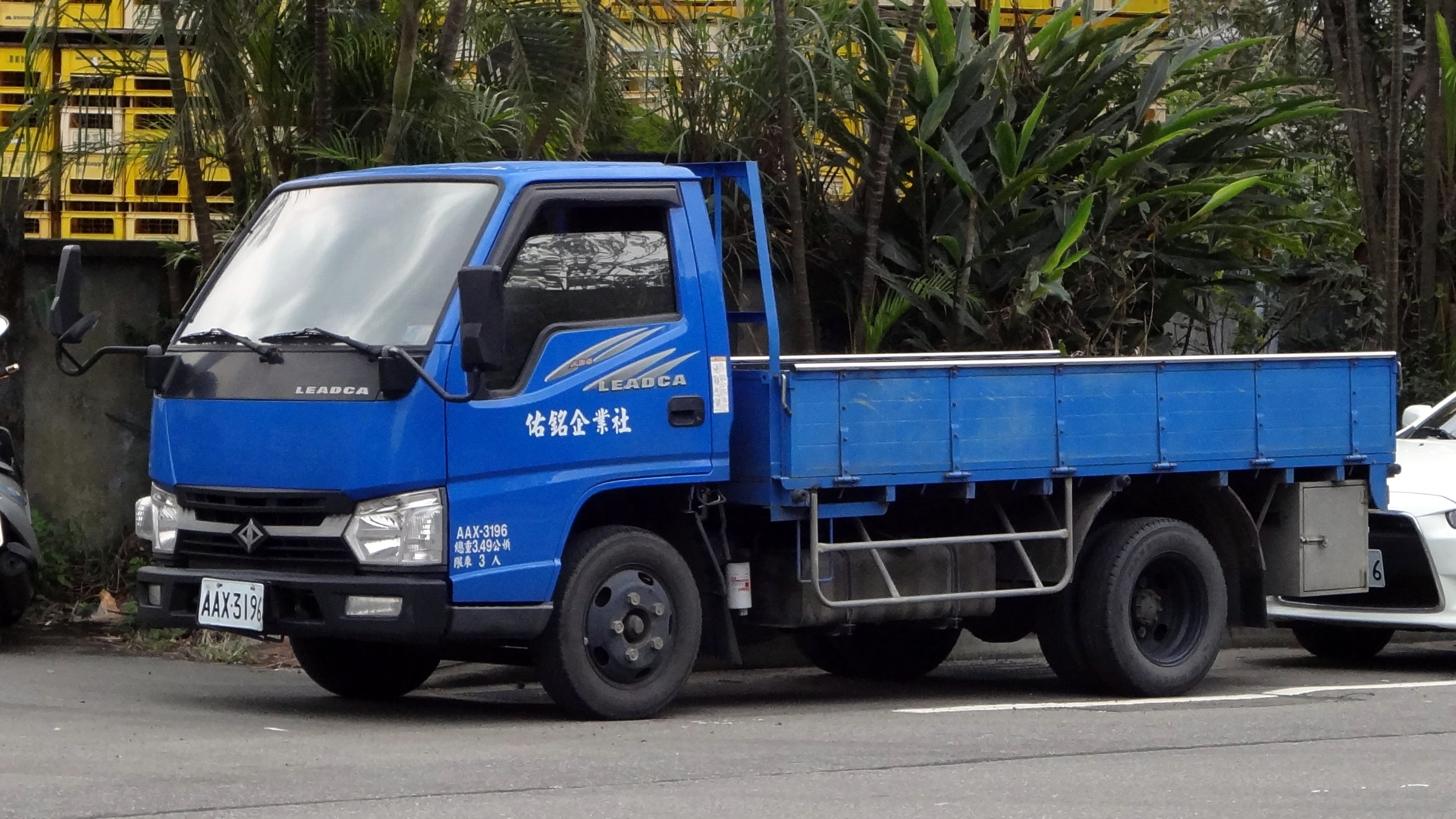
中華新達藍色貨車
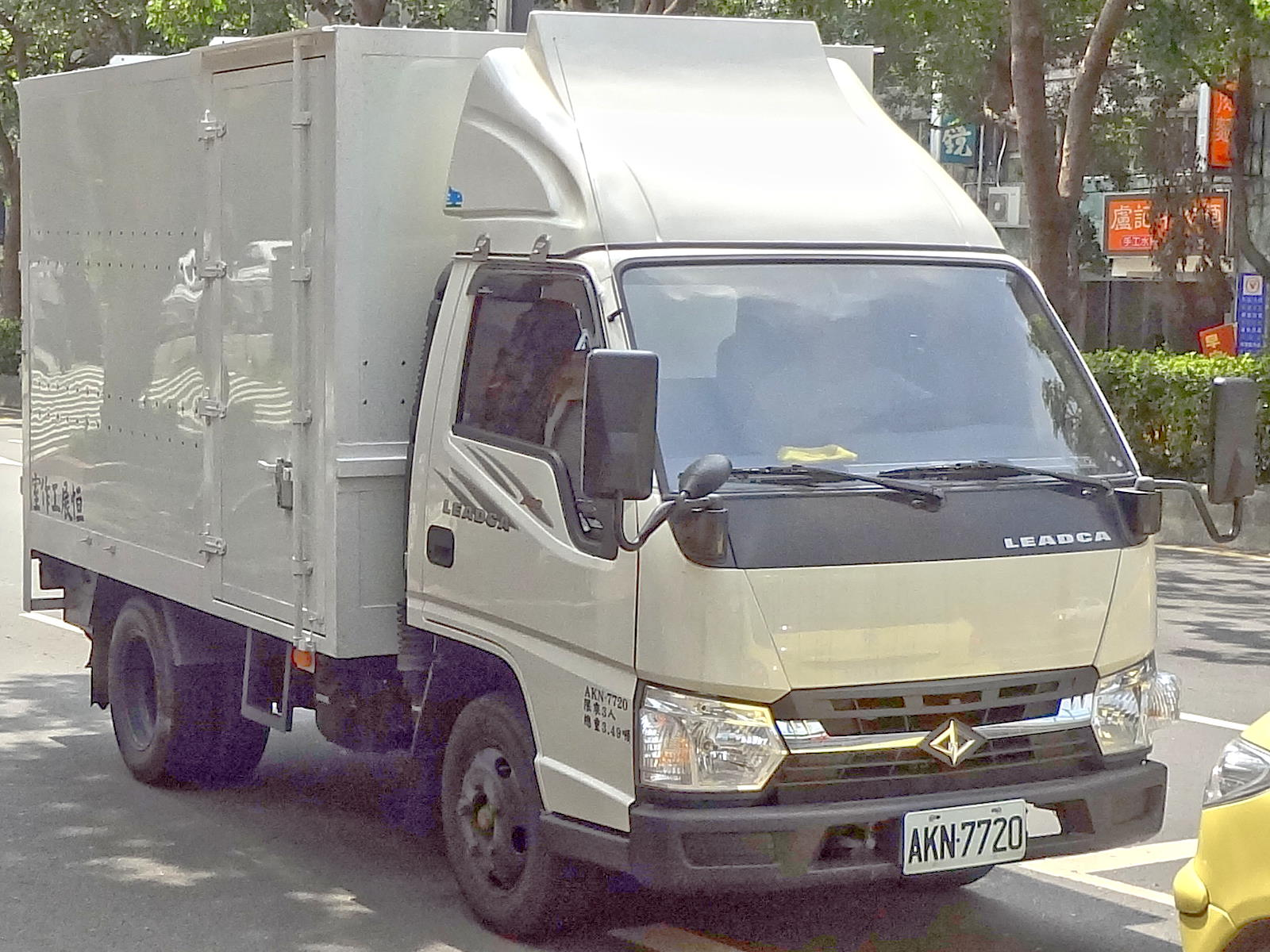
中華新達白色貨車
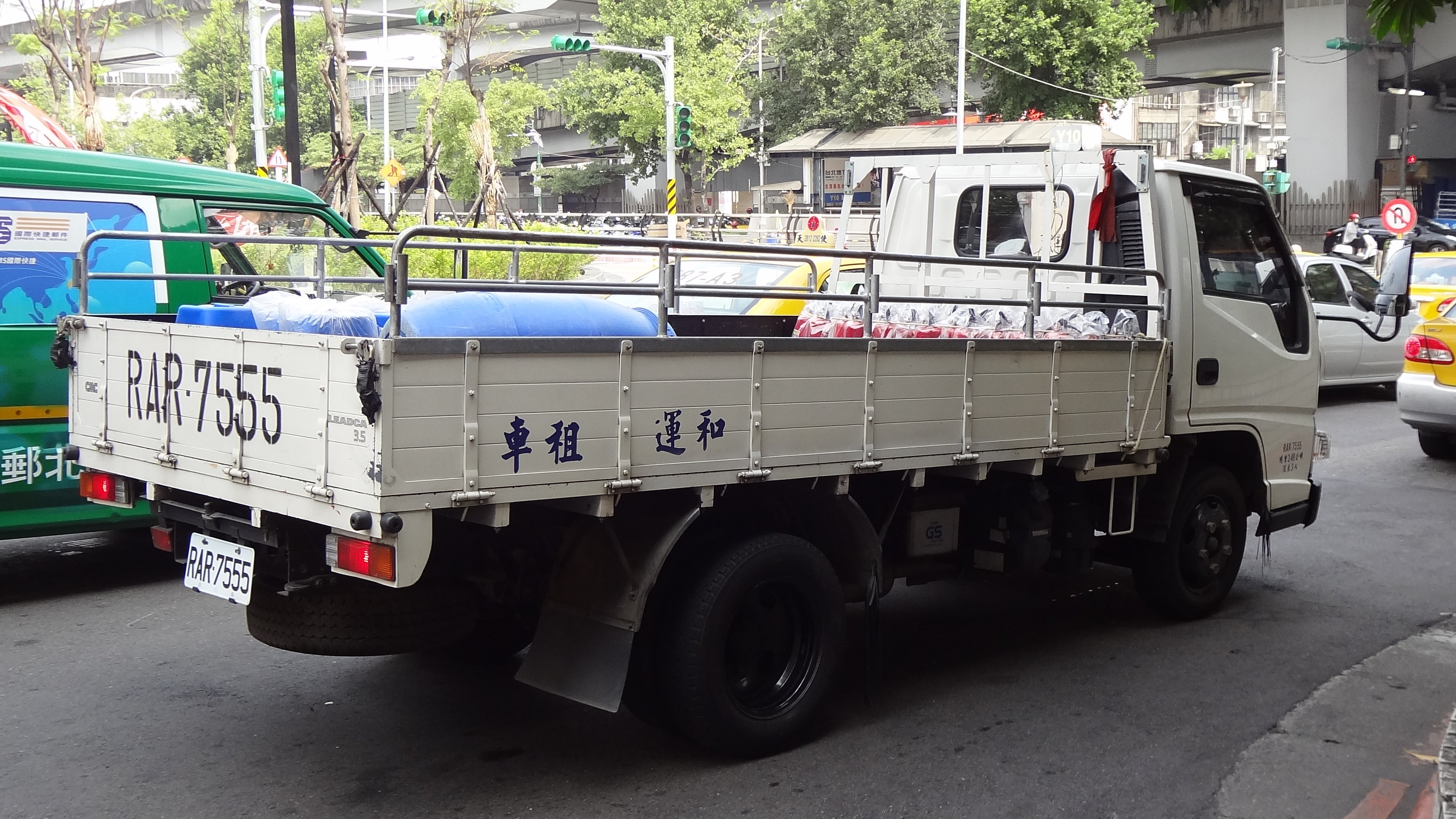
和運租車中華新達白色貨車車尾
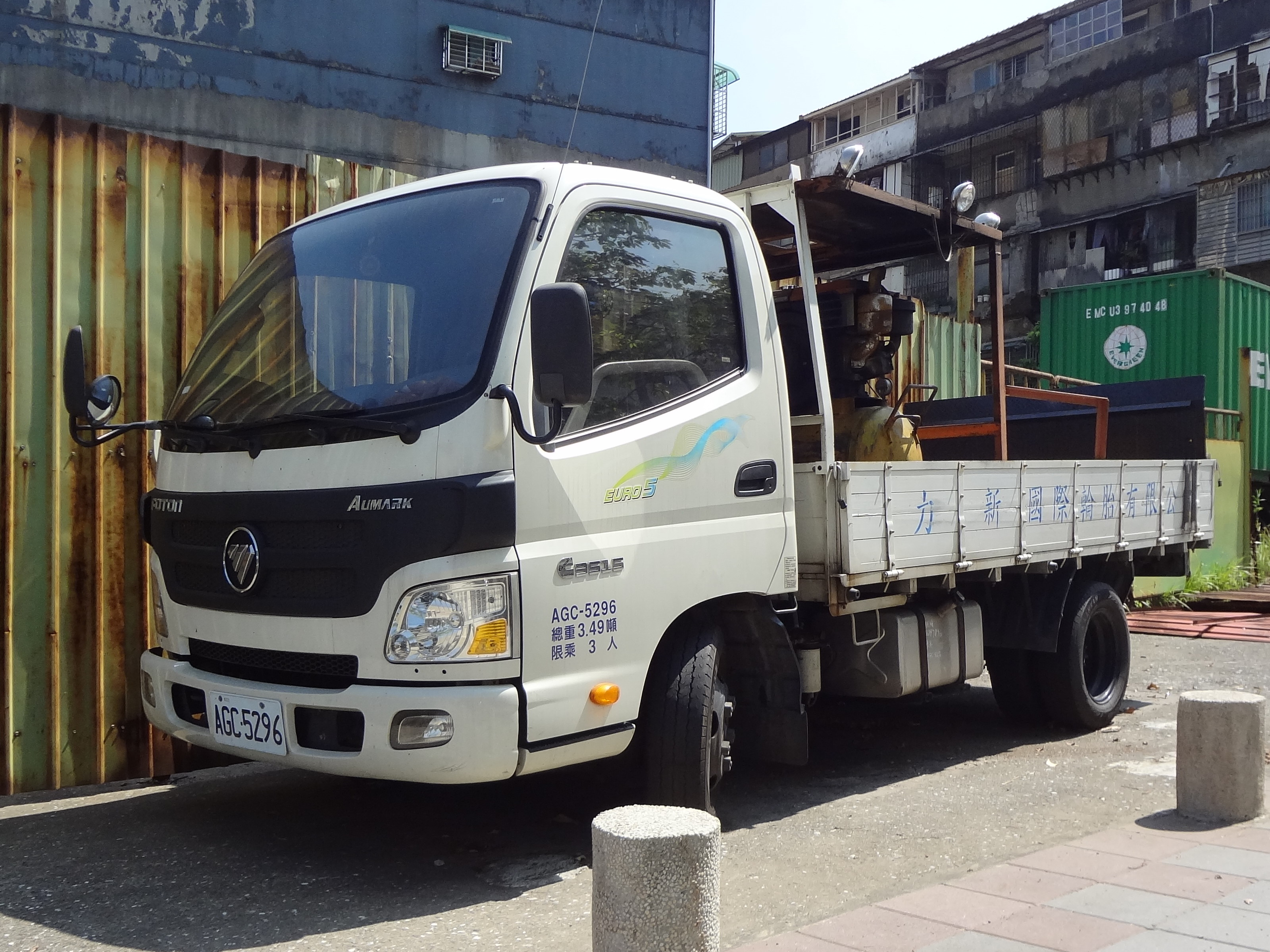
北汽福田Aumark貨車